# (8357) O’Connor
(8357) O’Connor (1989 SC1) – planetoida z pasa głównego asteroid okrążająca Słońce w ciągu 3,43 lat w średniej odległości 2,27 au. Odkryta 25 września 1989 roku.